# Aspdalssjöns naturreservat
Aspdalssjöns naturreservat är ett naturreservat i Norrtälje kommun i Stockholms län.
Området är naturskyddat sedan 1996 och är 119 hektar stort. Reservatet omfattar två delar vid Aspdalssjön, den norra vid sjöns nordöstra strand på en sluttning och den södra vid sjöns södra ända med mest våtmark. Reservatet består av lövskog, barrblandskog och sumpskog.